# Jil Ludwig
Jil Ludwig (* 31. Mai 1992) ist eine deutsche Fußballspielerin.

## Karriere
Ludwig spielte von 2008 bis 2011 für den im hessischen Calden ansässigen Mehrspartensportverein TSV Jahn Calden Regionalligafußball. In der drittklassigen Regionalliga Süd kam sie in 43 von 56 Saisonspielen zum Einsatz, in denen ihr ein Tor gelang.
Zur Saison 2011/12 wurde sie vom Bundesliganeuling 1. FC Lokomotive Leipzig verpflichtet. In der höchsten Spielklasse kam sie vom 21. August bis zum 9. Oktober 2011 an den ersten sechs Spieltagen zum Einsatz, wie auch in zwei Spielen des DFB-Pokalwettbewerbs. Ihr Bundesligadebüt am ersten Spieltag, mit Einwechslung für Lyn Meyer in der 74. Minute, misslang mit der 1:2-Niederlage im Auswärtsspiel gegen den FCR 2001 Duisburg. In den folgenden fünf Punktspielen gehörte sie der Startformation an. Die Rückrunde der Saison 2011/12 – nach Calden zurückgekehrt, da sie um vorzeitige Auflösung ihres Vertrages gebeten hatte – bestritt sie alle restlichen acht Saisonspiele, in denen ihr drei Tore gelangen. Während ihrer zweiten Vereinszugehörigkeit, die mit Abschluss der Saison 2015/16 endete, konnte sie als Stammspielerin insgesamt 70 Punktspiele und 13 Tore nachweisen.
Ins Rheinland gelangt, kam sie in der Saison 2016/17 in drei Bundesliga- und zwei Pokalspielen für die erste und in sechs Regionalligaspielen für die zweite Mannschaft von Bayer 04 Leverkusen zum Einsatz, bevor sie erneut nach Calden zurückkehrte. Dort wurde sie vom 19. August 2018 bis zum 29. September 2019 – saisonübergreifend – in 23 Punktspielen eingesetzt, in denen sie sechs Tore erzielte.
Erneut ins Rheinland gelangt, spielt sie seit der Saison 2020/21 für Vorwärts Spoho Köln in der Regionalliga West. In ihrer Premierensaison kam sie in vier, in der Folgesaison in 22 Punktspielen zum Einsatz. Erst in der Saison 2022/23 gelangen ihr drei Tore in 20 Punktspielen.